# Мармарик (река)
Мармари́к (Маман; арм. Մարմարիկ) — река в Армении, на севере Котайкской области, является правым притоком верхнего течения Раздана. Длина реки составляет 37 км, водосборный бассейн имеет площадь 418 км², основным питанием являются талые воды. Среднегодовой расход воды составляет 5,2 м³.
В конце 2010 года завершилась строительство Мармарикского водохранилища.
13 % водосборной площади составляют лесные массивы, на территории расположены 12 населённых пунктов, в частности город-курорт Цахкадзор.

## Галерея

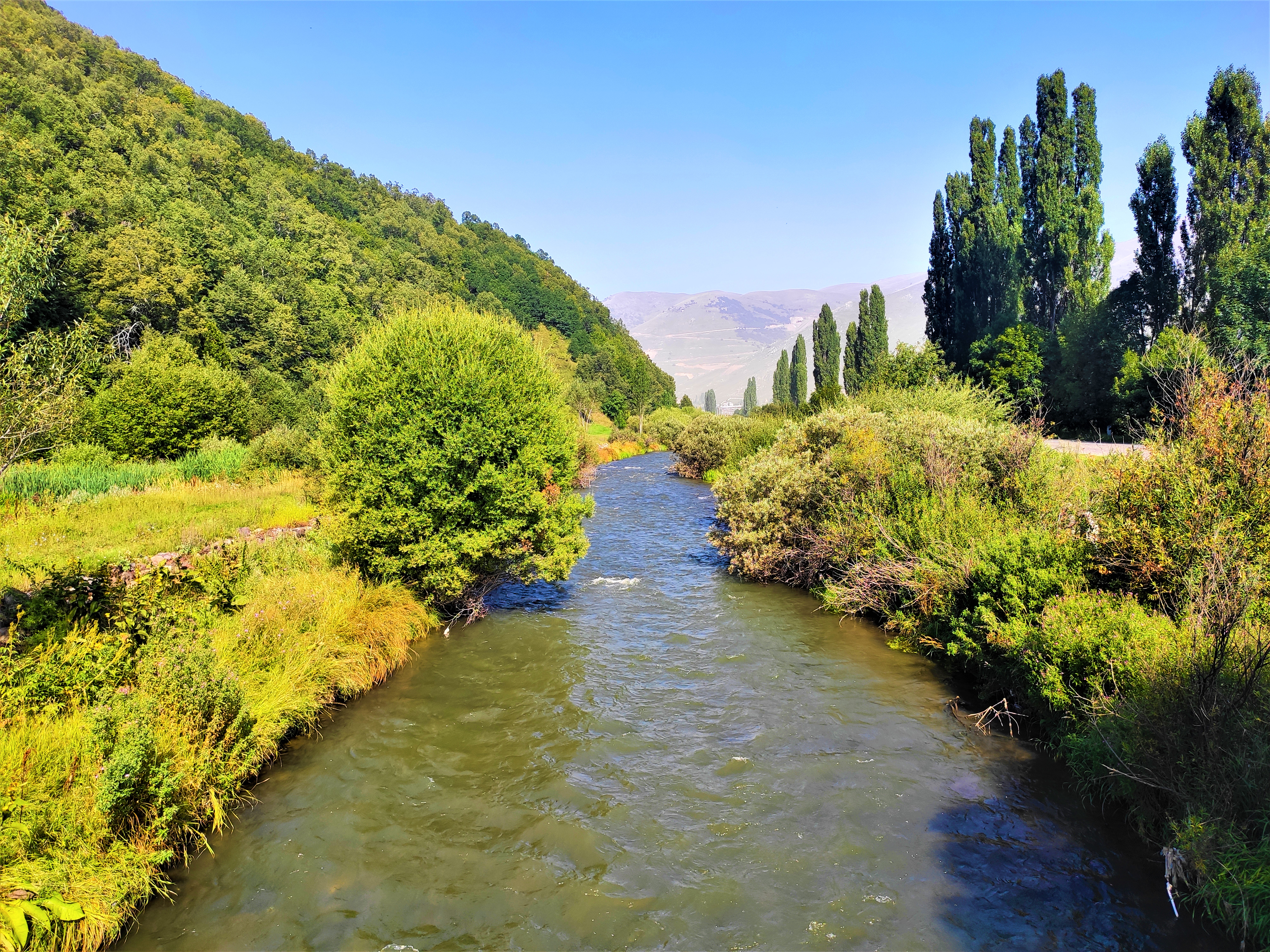
Мармарик около Меградзора